# 蛇舌兰
，又名高士佛倒垂蘭、倒吊蘭，为兰科蛇舌兰属下的植物。
植物學家早田文藏與佐佐木舜一在1912年於臺灣屏東採集到該植物，將其命名為「Diploprora kusukusensis」，而又另命名一新種「Diploprora uraiensis」。後來研究認為這兩新種不足以成為獨立種而將其併入蛇舌兰中。